# Brian Cox
 Ikke at forveksle med den britiske fysiker Brian Cox (fysiker).
Brian Denis Cox (født 1. juni 1946 i Dundee, Skotland) er en skotsk skuespiller, der bl.a. er kendt fra film som Troy og Adaptation.

## Udvalgt filmografi
- Prinsen af Jylland (1994)
- Braveheart (1995)
- Nuremberg (2000)
- The Bourne Identity (2002)
- Adaptation (2002)
- The Ring (2002)
- X-Men 2 (2003)
- Troy (2004)
- The Bourne Supremacy (2004)
- Match Point (2005)
- The Ringer (2005)
- Zodiac (2007)
- The Good Heart (2010)
- Citizen Gangster (2011)